# Kakogawa

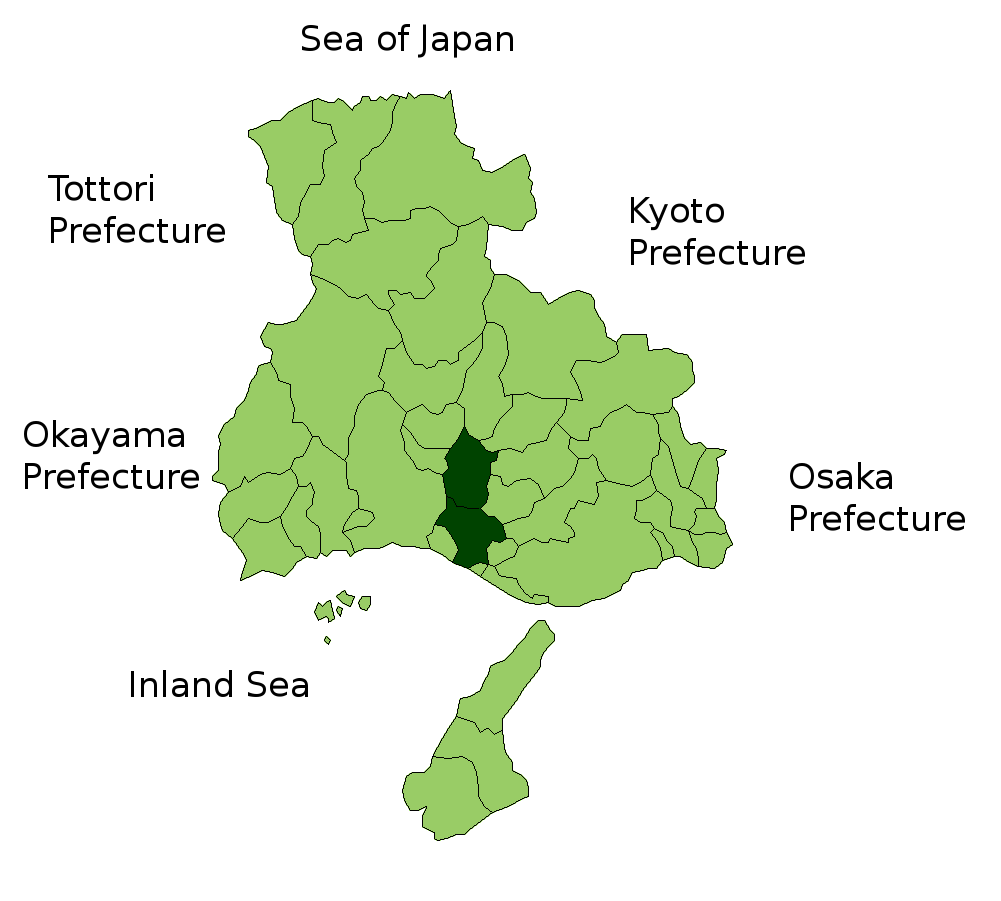

Kakogawa (加古川市 Kakogawa-shi?) este un municipiu din Japonia, prefectura Hyōgo.